# Schraplau

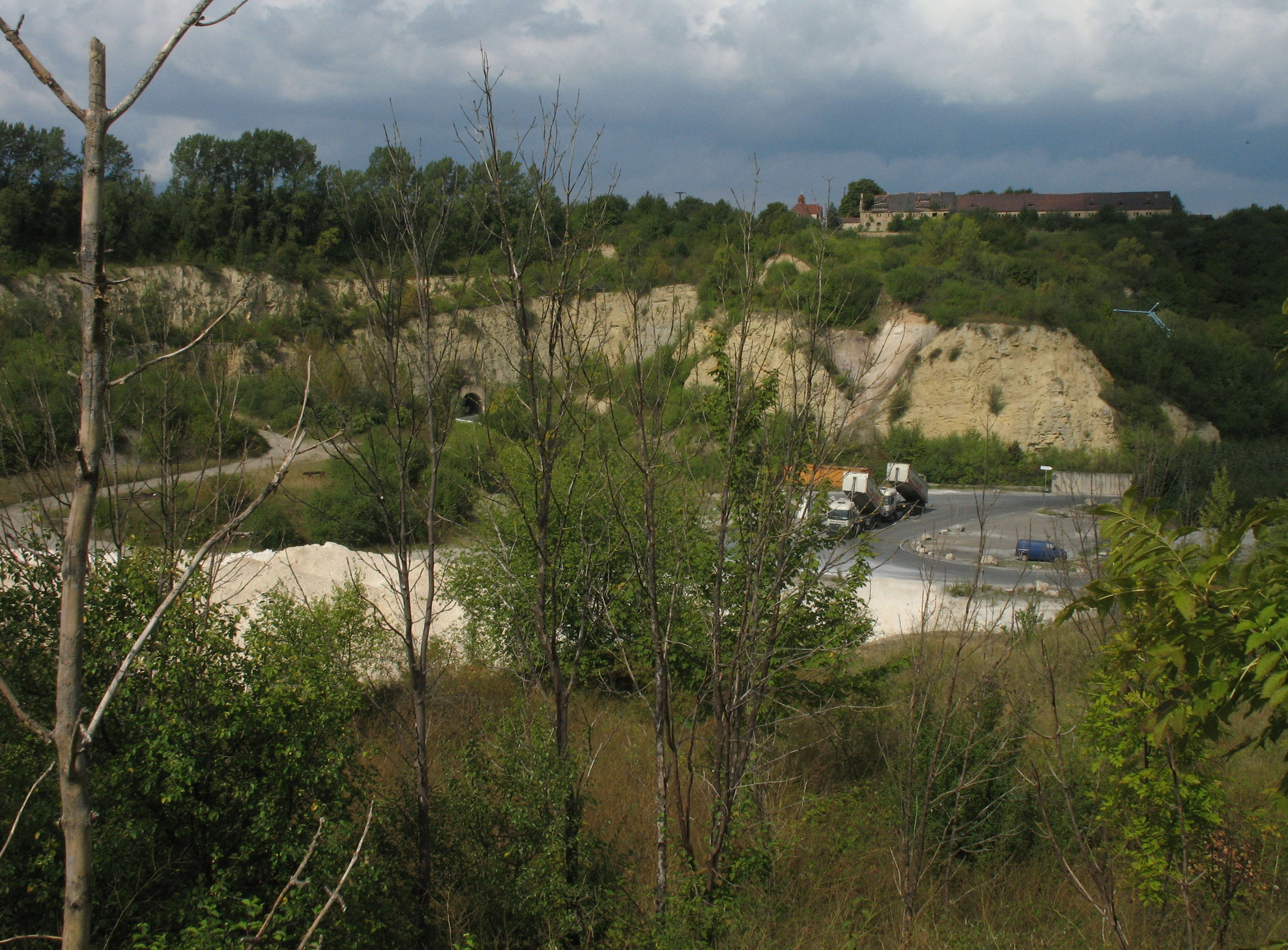
Groeve

Schraplau is een gemeente in de Duitse deelstaat Saksen-Anhalt, en maakt deel uit van de Landkreis Saalekreis.
Schraplau telt 1.077 inwoners.
Bad Dürrenberg ·
Bad Lauchstädt ·
Barnstädt ·
Braunsbedra ·
Farnstädt ·
Kabelsketal ·
Landsberg ·
Leuna ·
Merseburg ·
Mücheln (Geiseltal) ·
Nemsdorf-Göhrendorf ·
Obhausen ·
Petersberg ·
Querfurt ·
Salzatal ·
Schkopau ·
Schraplau ·
Steigra ·
Teutschenthal · 
Wettin-Löbejün